# Doratogonus flavifilis
Doratogonus flavifilis là một loài cuốn chiếu thuộc họ Spirostreptidae. Chúng thường được tìm thấy ở Mozambique và Nam Phi.